# Тайно-Подєзьорне
Тайно-Подєзьорне (пол. Tajno Podjeziorne) — село в Польщі, у гміні Барглув-Косьцельний Августівського повіту Підляського воєводства.
Населення — 201 особа (2011).
У 1975-1998 роках село належало до Сувальського воєводства.

## Демографія
Демографічна структура станом на 31 березня 2011 року:
|          | Загалом | Допрацездатний вік | Працездатний вік | Постпрацездатний вік |
| -------- | ------- | ------------------ | ---------------- | -------------------- |
| Чоловіки | 101     | 26                 | 60               | 15                   |
| Жінки    | 100     | 18                 | 59               | 23                   |
| Разом    | 201     | 44                 | 119              | 38                   |